# Radikal 189
Radikal 189 mit der Bedeutung „hoch“ ist eines von acht traditionellen Radikalen der chinesischen Schrift, die aus zehn Strichen bestehen.
Die Variante 髙 wird ebenfalls mit zehn Strichen geschrieben. 
Mit zwei Zeichenverbindungen in Mathews’ Chinese-English Dictionary kommt es extrem selten vor. Im Kangxi-Wörterbuch waren noch 34 Schriftzeichen unter diesem Radikal zu finden.
Die Siegelschriftform dieses Radikals zeigt ein Gebäude mit mehreren Stockwerken und einem spitzen Dach.
Im zusammengesetzten Zeichen kann 高 als Sinnträger auftreten wie zum Beispiel in:
亭 (= Pavillon, wobei der obere Teil ein reduziertes Schriftzeichen 高 ist)
Weit öfter jedoch fungiert 高 als Lautträger im zusammengesetzten Zeichen: 
篙 (= Stange),
膏 (= Fett),
稿 (= Stroh),
槁 (= welk),
搞 (= machen, tun) und
毫 (= feines Härchen).

## Schriftzeichenverbindungen, die vom Radikal 189 regiert werden
| Striche | Zeichen |
| ------- | ------- |
| +0      | 高 髙   |
| +02     | 䯧      |
| +03     | 䯨      |
| +04     | 䯩 髚   |
| +05     | 髛      |
| +08     | 髜      |
| +09     | 䯪      |
| +12     | 䯫 髝   |
| +13     | 髞      |
| +15     | 䯬      |

 Im Unicodeblock Kangxi-Radikale ist das Radikal 189 unter der Codepointnummer 12.220 (U+2FBC) codiert.